# Yeah! (album de Charlie Rouse)
Yeah! est un album de hard bop enregistré en 1960 par le saxophoniste américain Charlie Rouse.

## Historique
L'album est enregistré lors de deux sessions tenues le 20 et le 21 décembre 1960,,,,,.
Il sort en 1961 en disque vinyle long play (LP) sur le label Epic Records sous les références LA 16012 (mono) et BA 17012 (stéréo),,.
La notice originale du LP (original liner notes) est de la main de Mike Berniker et la photographie qui en orne la couverture est l'œuvre de Henry Parker,.
L'album est réédité en LP en 1995 et 1996 par Epic et Classic Records, puis en CD de 1999 à 2016 par les labels Epic et Sony.

## Accueil critique
Mike Berniker, auteur de la notice du LP original (original liner notes) souligne que « son jeu a impressionné les critiques et les fans pendant de nombreuses années. Une preuve récente et supplémentaire de la stature de Charlie a été l'invitation à rejoindre le groupe de Thelonious Monk. Le ténor de Charlie est agressif, sans le ton strident et perçant auquel les auditeurs se sont habitués. Son sens du swing n'est pas compliqué et son jeu est d'une grande facilité. Il est puissant. Souvent, il semble flotter au dessus de sa section rythmique. Pour toutes ces raisons, je pense qu'il était grand temps que Charlie soit enregistré en tant que soliste ». Et Berniker de conclure : « C'est le premier album de Charlie Rouse pour Epic. Nous pensons que vous serez d'accord avec nous pour dire qu'il devrait y en avoir beaucoup d'autres à l'avenir ».
Le site AllMusic attribue 3.5 étoiles à l'album Yeah!. Le critique musical Steve Leggett d'AllMusic rappelle que, en marge de son travail de sideman aux côtés de Thelonious Monk, « Rouse a dirigé quelques sessions en tant que leader et, comme le montre clairement cette session, il a su se montrer à la hauteur. Le saxophone de Rouse semble flotter sans effort, moins anguleux que son travail avec Monk.  Tout cela est très agréable, se classant du côté facile du hard bop, avec très peu d'aspérités ou de surprises. Rouse était sans doute au meilleur de sa forme en tant que sideman, mais cette session a ses bons moments et elle montre un côté plus romantique de Rouse que ce qui était habituellement interprété avec Monk ».
Fresh Sound Records, un label de jazz espagnol spécialisé dans les rééditions, basé à Barcelone et fondé en 1983 par Jordi Pujol, souligne que « bien qu'influencé par Ben Webster et Charlie Parker, Rouse était essentiellement un saxophoniste plus discret, mais pas moins chaleureux et, à sa manière, tout aussi individuel. C'était un appréciable interprète de ballades, aussi à l'aise sur les morceaux de blues que sur les titres uptempo ».
Pour C. Katz du site Who is the Monk « la musique est un hard bop bien conçu, jouée sur les standards avec une sensation de blues qui ne peut que susciter des émotions. Si vous aimez le jazz et la beauté pure et simple, c'est parfait ».

## Titres
| No | Titre                       | Auteur | Durée |
| -- | --------------------------- | ------ | ----- |
| 1. | You Don't Know What Love Is |        | 6:26  |
| 2. | Lil Rousin'                 |        | 5:59  |
| 3. | Stella By Starlight         |        | 6:14  |
| 4. | Billy's Blues               |        | 8:39  |
| 5. | Rouse's Point               |        | 4:41  |
| 6. | (There Is) No Greater Love  |        | 6:21  |

## Musiciens
- Charlie Rouse : saxophone ténor
- Billy Gardner : piano
- Peck Morrison : contrebasse
- Dave Bailey : batterie